# Lobelia tomentosa
Lobelia tomentosa är en klockväxtart som beskrevs av Carl von Linné d.y.. Lobelia tomentosa ingår i släktet lobelior, och familjen klockväxter. Inga underarter finns listade i Catalogue of Life.